# Sviatoslav Belonogov
Sviatoslav Belonogov (en ruso: Святослав Белоногов; 15 de septiembre de 1965) es un violista residente en Tenerife (España), donde es viola solista de la Orquesta Sinfónica de Tenerife. También toca la viola d'amore.
En 1988 gana la competición Nacional de Viola de la URSS y un año más tarde es contratado por la Orquesta Sinfónica Estatal de Moscú, como viola solista - en excedencia hasta que se funde la Orquesta Nacional Rusa. En 1992 graba Liturgia para viola y orquesta, de  Giya Kancheli, junto con la Orquesta Sinfónica de Moscú. En 1994  deja la Orquesta Nacional Rusa para integrarse en la orquesta de cámara Vladimir Spivakov Moscú Virtuosi, como solista antes de trasladarse a residir en España.
El 8 de marzo de 2012, invitado por Gustavo Díaz-Jerez, compositor y director artístico del proyecto Melomics-Iamus, participa en la grabación de la obra Nasciturus para clave y viola d'amore, del primer disco de Iamus (Iamus (ordenador)). La grabación se realizó en la Sala Unicaja de Conciertos María Cristina, en Málaga (España).